# Noasauridae
Noasauridea là một nhóm khủng long chân thú sống vào kỷ Phấn Trắng (tầng Apt/Alba-Maastricht ). Chúng thường có kích thước nhỏ, có họ hàng gần gũi và giống với họ Abelisauridae. Loài noasauridea được biết đến nhất là Masiakasaurus knopfleri được tìm thấy ở Madagascar.
Noasauridae được xác định là tất cả các loài có họ hàng gần với Noasaurus hơn là với Carnotaurus.

## Các chi
Theo Carrano, Loewen và Sertic, 2011. Tortosa và cộng sự 2013, bao gồm các chi sau:
- ?Austrocheirus
- Compsosuchus
- ?Dahalokely
- ?Deltadromeus
- Genusaurus
- ?Jubbulpuria
- Laevisuchus
- ?Ligabueino
- Masiakasaurus
- Noasaurus (chi điển hình)
- ?Ornithomimoides
- Velocisaurus

### Chi khác
- Vitakrisaurus

## Phân loại
Cây phát sinh chủng loài dưới đây dựa trên các phân tích phát sinh chủng loài của Carrano và cộng sự năm 2002, thể hiện quan hệ họ hàng trong họ Noasauridae:
| Noasauridae | \| \| Laevisuchus \| \| \| \| \| \| Noasaurus \| \| \| \| \| \| Masiakasaurus \| \| \| \| |
|             | \| \| Laevisuchus \| \| \| \| \| \| Noasaurus \| \| \| \| \| \| Masiakasaurus \| \| \| \| |
|             | Genusaurus                                                                                |
|             |                                                                                           |
|             | Abelisauridae                                                                             |
|             |                                                                                           |
|             | Laevisuchus                                                                               |
|             |                                                                                           |
|             | Noasaurus                                                                                 |
|             |                                                                                           |
|             | Masiakasaurus                                                                             |
|             |                                                                                           |

|  | Laevisuchus   |
|  |               |
|  | Noasaurus     |
|  |               |
|  | Masiakasaurus |
|  |               |

Một phân tích khác của Tortosa và cộng sự năm 2013 được Dahalokely bổ sung về họ Noasauridea.

## Liên kết link
- http://www.taxonsearch.org/dev/taxon_edit.php?Action=View&tax_id=215 Lưu trữ ngày 6 tháng 10 năm 2007 tại Wayback Machine

Bản mẫu:Ceratosauria